# Uli Röhm

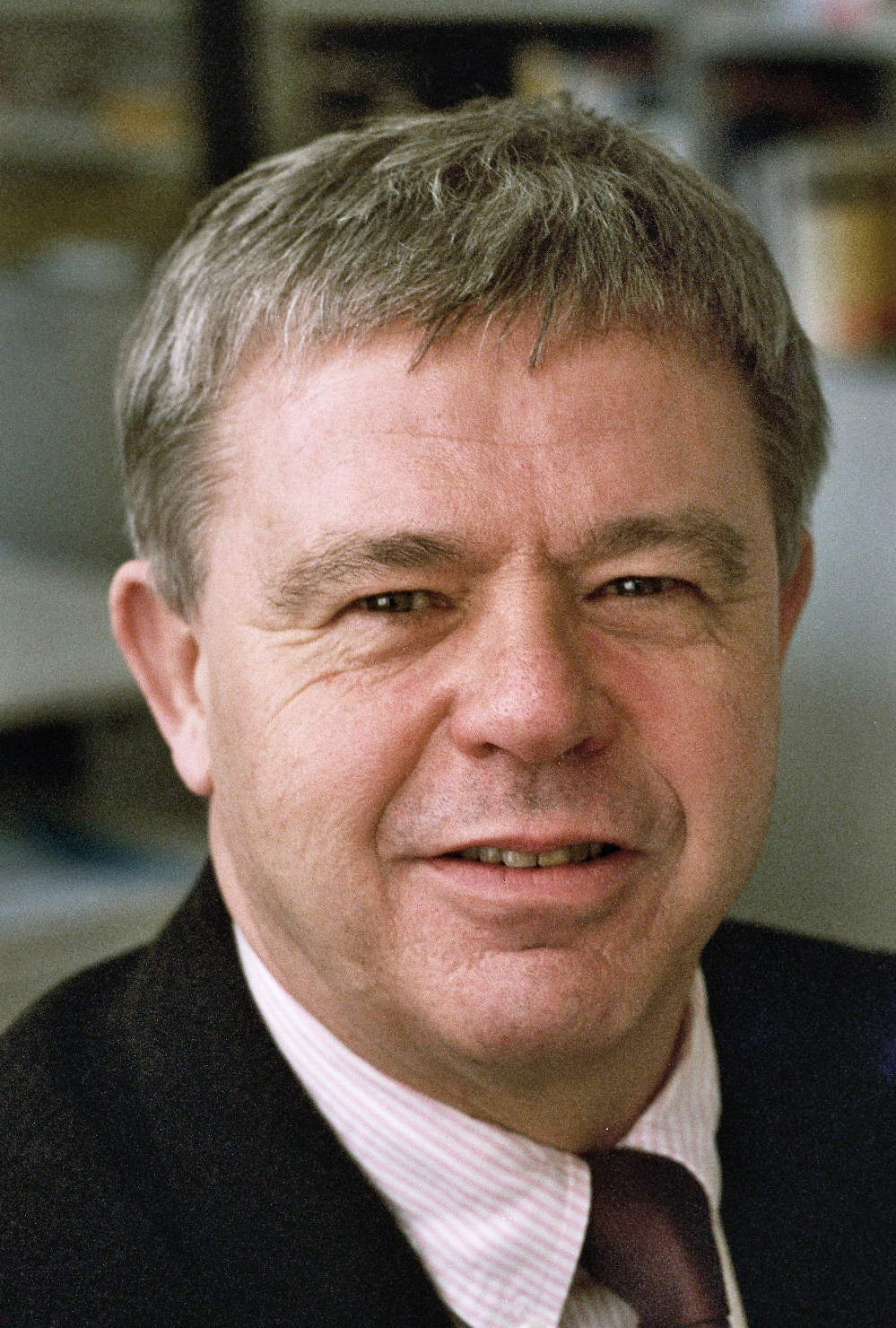
Uli Röhm (2005)

Ulrich Karl Röhm (* 12. November 1945 in Stuttgart; † 24. April 2022) war ein deutscher sozial engagierter Fernsehjournalist, Wirtschaftsredakteur und Autor.

## Leben
Röhm wuchs mit sechs älteren Geschwistern in einer protestantischen Familie auf. Er lernte Möbelschreiner, engagierte sich in der Gewerkschaft und wurde Leiter der Pressestelle beim Hauptvorstand der damaligen ÖTV. Später wechselte er die Seiten und wurde Journalist. „Schon früh war der streitbare Pazifist politisch aktiv, zu Beginn bei den Jusos, der Jugendorganisation der SPD. [...] Er verweigerte den Kriegsdienst und protestierte gegen Atomwaffen. Ab 1985 arbeitete Röhm als Redakteur beim ZDF und war dort unter anderem Mitbegründer des Wirtschaftsmagazin WISO und im Personalrat aktiv.“
Als Wirtschaftsjournalist beschäftigte er sich bei WISO mit Themen wie Lohndumping, Schwarzgeld und Steuerfahndung, kriminellen Machenschaften im Speditionswesen etc. Im Jahr 2011 ging er in die Rente. 2016 schrieb der SWR über Röhm: „Als Journalist deckte er soziale Missstände auf, und das tut er heute noch. Auch im Ruhestand kämpft Uli Röhm [...] gegen Unrecht und hilft anderen Menschen,“ denn in seiner Heimatgemeinde Jugenheim initiierte er nach seiner ZDF-Zeit überregional beachtete Projekte wie „Willkommen im Dorf“, eine als beispielhaft angesehene Hilfsaktion anlässlich der Flüchtlingskrise 2015.
Röhm war als Protestant aktiv, u. a. war er „Vorsitzender des Synodalvorstandes des Evangelischen Dekanats Ingelheim.“ Sowohl von der evangelischen Diakonie wie von der katholischen Caritas forderte er 2020 mit Hilfe einer Petition „gerechten Lohn im Gesundheitswesen“ für das besonders durch die Corona-Pandemie und „die unzumutbaren Arbeitsbedingungen und die im Vergleich zu anderen Branchen viel zu geringe Bezahlung“ belastete und benachteiligte Pflegepersonal.
Im Deutschen Kulturrat war Röhm Vertreter für die Gewerkschaft Verdi, beim deutschen evangelischen Kirchentag saß er in der Präsidialversammlung.
Uli Röhm war mit der Künstlerin Rosi Röhm verheiratet. Er hatte drei Kinder.

## Publikationen  (Auswahl)
- Schwarzgeld im Visier: Wie Schwarzgeld gemacht wird, und wo die Steuerfahndung sucht! Berlin 1996. ISBN 978-3-7064-0233-0
- Zusammen mit Wilfried Voigt: Tatort Autobahn: Kriminelle Machenschaften im Speditionswesen Frankfurt 2006. ISBN 978-3-593-37316-4
- Zusammen mit Wilfried Voigt: Das Lohndumping-Kartell: Großverlage bekämpfen den Post-Mindestlohn. Hamburg 2007. ISBN 978-3-89965-274-1
- Zusammen mit Wilfried Voigt: Wenn der Postmann nicht mehr klingelt: Das Billigheimer-Geschäft mit den Briefen. Hamburg 2007. ISBN 978-3-89965-242-0
- Zusammen mit Claudia Krafczyk: WISO: Bankberater. Frankfurt 2009. ISBN 978-3-593-38807-6
- Das Große Buch vom Geld. Berlin 2010. ISBN 978-3-89466-297-4
- Willkommen im Dorf! Eine Ermutigung und Anleitung zum Handeln für ehrenamtliches Engagement auf dem Land : „Geflüchtete sind eine Bereicherung für unsere Gesellschaft“. Evangelische Kirchengemeinde Jugenheim in Rheinhessen 2016

## Video
- SWR-Landesschau: Uli Röhm aus Jugenheim ist im Ruhestand kein bisschen leise vom 16. September 2020